# Estrada nacional 40 (Suécia)
| 40 |

A Estrada nacional 40 - em sueco Riksväg 40 ou Rv 40 - é uma estrada nacional sueca com uma extensão de 321 km, que atravessa as províncias históricas da Småland e da Västergötland.
Liga Gotemburgo a Västervik, passando por Borås, Jönköping e
Vimmerby.

## Fontes

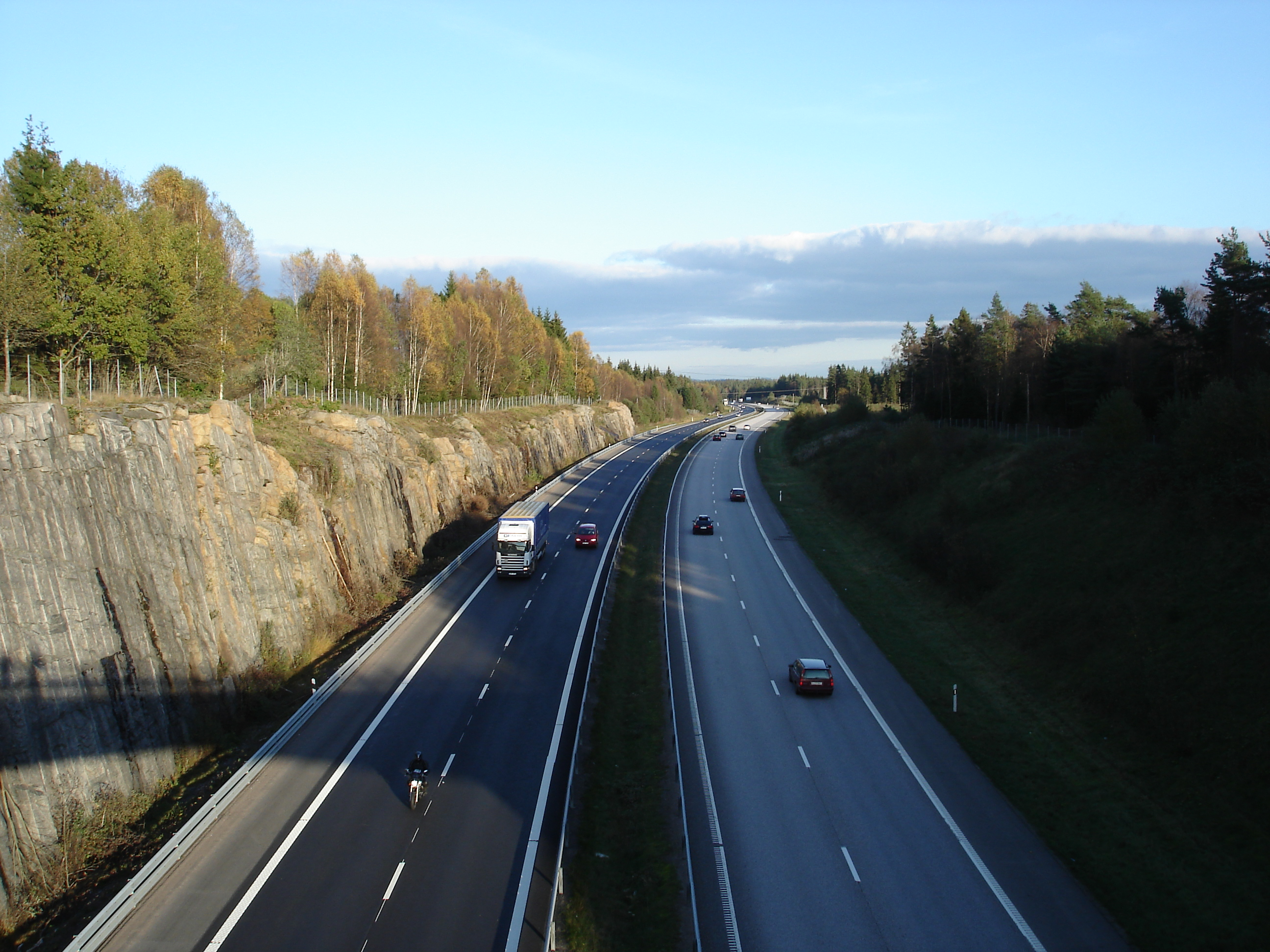
Troço da estrada nacional Rv 40 entre Bollebygd e Borås